# Алпен
Алпен (њем. Alpen) општина је у њемачкој савезној држави Северна Рајна-Вестфалија. Једно је од 12 општинских средишта округа Везел. Према процјени из 2010. у општини је живјело 12.929 становника. Посједује регионалну шифру (AGS) 5170004, NUTS (DEA1F) и LOCODE (DE ALP) код.

## Географија
Алпен се налази у савезној држави Северна Рајна-Вестфалија у округу Везел. Општина се налази на надморској висини од 25 метара. Површина општине износи 59,6 km².

## Становништво
У самом мјесту је, према процјени из 2010. године, живјело 12.929 становника. Просјечна густина становништва износи 217 становника/km².

## Међународна сарадња
| Мјесто    | Држава  | Врста сарадње | Од    |
| --------- | ------- | ------------- | ----- |
| Херенталс | Белгија | партнерство   | 1987. |
| Извор     |         |               |       |